# 부르면 복이 와요, 달리는 노래방
《부르면 복이 와요, 달리는 노래방》은 KBS 2TV에서 방송된 텔레비전 프로그램이다. 2019년 추석특집 파일럿 편성했으나, 이후 몇달째 정규 편성의 불발되었다.

## 방송 개요
MC들이 전국 각지에 노래방 트럭을 몰고 찾아가 일반인들과 노래방 점수로 대결하는 프로그램. 출발 전 MC들의 노래방 점수인 '딱점'을 맞춰야 하는 것이 미션이다. 노래방 기계를 이용해 애창곡을 열창하고, 그날의 '딱점'과 딱 맞는 노래방 점수를 기록하면 상금 100만원과 한우세트의 주인공이 된다.

## 방송 시간
| 방송 채널 | 방송 기간                         | 방송 시간                    | 비고 |
| --------- | --------------------------------- | ---------------------------- | ---- |
| KBS 2TV   | 2019년 9월 12일 ~ 2019년 9월 13일 | 목요일, 금요일 오후 6시 30분 |      |

## 출연자

### 진행
- 붐
- 유세윤

### 게스트
- 차오루 (파일럿 1회)
- 설하윤 (파일럿 2회)

## 에피소드 목록

### 파일럿 1회 (광주광역시)
1. 충청남도 천안시 서북구 성거읍 망향(부산방향)휴게소
2. 광주광역시 북구 금곡동 무등산 수박마을
3. 광주광역시 남구 양림동 펭귄마을
4. 광주광역시 서구 광천동 유스퀘어

- 점수 : 83점 (전원 실패)

### 파일럿 2회 (경기평택시)
1. 경기도 평택시 평택동 평택역
2. 경기도 평택시 팽성읍 안정리 로데오거리
3. 경기도 평택시 현덕면 권관마을

- 점수 : 93점 (전원 실패)

## 수록곡

### 파일럿 1회
| No. | 선곡 제목 (아티스트)                  | 딱점 | 장소                 | 비고             |
| --- | ------------------------------------- | ---- | -------------------- | ---------------- |
| 1   | 둥지 - 나훈아                         | 83   | 망향(부산방향)휴게소 | 오늘의 딱점 노래 |
| 2   | 부초 같은 인생 - 김용임               | 95   | 망향(부산방향)휴게소 |                  |
| 3   | 심술 - 볼빨간사춘기                   | 97   | 망향(부산방향)휴게소 |                  |
| 4   | 10분내로 - 김연자                     | 80   | 무등산 수박마을      |                  |
| 5   | Tears - 소찬휘                        | 80   | 무등산 수박마을      |                  |
| 6   | 뿐이고 - 박구윤                       | 69   | 무등산 수박마을      |                  |
| 7   | 천태만상 - 윤수현                     | 80   | 무등산 수박마을      |                  |
| 8   | 달타령 - 김부자                       | 97   | 펭귄마을             |                  |
| 9   | 남자라는 이유로 - 조항조              | 87   | 펭귄마을             |                  |
| 10  | Speechless (알라딘 OST) - 나오미 스콧 | 99   | 펭귄마을             |                  |
| 11  | 정말 좋았네 - 주현미                  | 84   | 펭귄마을             |                  |
| 12  | 사랑은 만병통치약 - 문연주            | 89   | 펭귄마을             |                  |
| 13  | 가시나 - 선미                         | 97   | 유스퀘어             |                  |
| 14  | 내일할 일 - 윤종신, 성시경            | 89   | 유스퀘어             |                  |
| 15  | 참 좋다 - 나현재                      | 88   | 유스퀘어             |                  |
| 16  | 서른 즈음에 - 김광석                  | 84   | 유스퀘어             |                  |

### 파일럿 2회
| 선곡 제목 (아티스트)         | 딱점 | 장소              | 비고             |
| ---------------------------- | ---- | ----------------- | ---------------- |
| 버스안에서 - ZAZA            | 93   | 평택역            | 오늘의 딱점 노래 |
| 항구의 남자 - 박상철         | 97   | 평택역            |                  |
| 오라버니 - 금잔디            | 99   | 평택역            |                  |
| 진또배기 - 이성우            | 88   | 평택역            |                  |
| 흔들린 우정 - 홍경민         | 95   | 평택역            |                  |
| 잠시만 안녕 - 엠씨 더 맥스   | 88   | 평택역            |                  |
| 내 나이가 어때서 - 오승근    | 92   | 평택역            |                  |
| 사랑의 미로 - 최진희         | 86   | 안정리 로데오거리 |                  |
| 벌써 12시 - 청하             | 87   | 안정리 로데오거리 |                  |
| Anybody - 원더걸스           | 88   | 안정리 로데오거리 |                  |
| 돌아와요 부산항에 - 조용필   | 85   | 안정리 로데오거리 |                  |
| 샤워 - 노라조                | 95   | 안정리 로데오거리 |                  |
| I Want you back - 잭슨파이브 | 83   | 안정리 로데오거리 |                  |
| 사랑은 아무나 하나 - 태진아  | 88   | 권관마을          |                  |
| 열두줄 - 김용임              | 90   | 권관마을          |                  |
| 자갈치 아지매 - 이혜리       | 88   | 권관마을          |                  |
| 천년지기 - 유진표            | 88   | 권관마을          |                  |
| 연상의 애인 - 윤민호         | 81   | 권관마을          |                  |
| 아모르파티 - 김연자          | 89   | 권관마을          |                  |

## 시청률
| 회차 | 방송일          | AGB 시청률     |
| 회차 | 방송일          | 대한민국(전국) |
| ---- | --------------- | -------------- |
| 1    | 2019년 9월 12일 | 7.9%           |
| 2    | 2019년 9월 13일 | 7.5%           |